# Parque Estadual da Serra da Concórdia
O Parque Estadual da Serra da Concórdia (PESC) foi criado através do Decreto Estadual 32.577, de 30 de dezembro de 2002, com 804,41 hectares de área, situando-se entre os municípios de Valença e Barra do Piraí, no estado do Rio de Janeiro.
A Serra da Concórdia, como todo o Vale do Paraíba do Sul, era coberto por formações florestais que perduraram sem significativas alterações até o início do século XIX, tendo sido progressivamente substituídas por plantações de café e posteriormente por pastagens. As áreas abandonadas foram sendo ocupadas por florestas secundárias que atualmente se encontram em diferentes estágios sucessionais. A porcentagem de árvores caducifólias do estrato dominante é superior a 50%, durante o período desfavorável, sendo seus gêneros mais importantes: Piptadenia (angico), Cariniana (jequitibá) e Cedrela (cedro). Na área do Parque Estadual da Serra da Concórdia, a formação florestal encontra-se em diferentes fases de regeneração, refletindo uma fito fisionomia em mosaico. As formações mais preservadas encontram-se nas encostas de maior declividade em diferentes posicionamentos altimétricos, onde o acesso é dificultado, assim como em algumas linhas naturais de drenagem que guardam maior umidade.
É um significativo fragmento florestal remanescente em paisagem outrora florestal e atualmente considerada internacionalmente como hotspot. Situado em área da Reserva da Biosfera,assim como, considerada nacionalmente como prioritária para conservação. Região esta, onde as espécies da flora e a fauna ainda são insuficientes conhecidas.
- Fauna: O representante da fauna que se destaca pelo seu porte é o gavião-pega-macaco (Spizaetus tyrannus). Falconiforme que alcança 72 cm da ponta do bico ao fim da cauda, negro com abdômen e calções finamente salpicados de branco, com penacho curto. Caça mais mamíferos que aves, afirma-se que, habitualmente, alimenta-se de primatas e morcegos, ocorrendo do México à Argentina. Outra ave que pode ser encontrada na região durante os meses de outubro até abril, é o gavião-tesoura (Elanus forficatus), que, na verdade, trata-se de um falcão que migra em grupo da América do Norte, possui o dorso cinza chumbo e o ventre branco. A fauna de mamíferos seria composta principalmente por pequenos roedores de hábitos noturnos, com ocorrência habitual de capivaras e ocasional de lobo-guará (Chrysocyon brachyurus). A fauna, embora escassa em quantidade, ainda existe em grande variedade.

- Vegetação: O Parque Estadual Serra da Concórdia está inserido no domínio da Mata Atlântica - Floresta Estacional Semidecidual - área esta incluída na Reserva da Biosfera da Mata Atlântica ([www.cnm.org.br, 2005]).

- Relevo: A Serra da Concórdia está situada no médio vale do Paraíba do Sul, entre as elevações da Serra da Mantiqueira a Noroeste e da Serra do Mar no lado oposto.

- Solo: O tipo de solo predominante, neste local, pode ser classificado como latossolo vermelho - amarelo álico a moderado com textura argilosa, desenvolvido a partir de produtos de decomposição de gnaisses ou magmatitos, influenciados por algum retrabalhamento.

- Geologia: A região faz parte do Complexo Paraíba do Sul, do período arqueano (há entre 3850 e 2500 milhões de anos), com ocorrência de gnaisses bandados dominantemente tonalíticos, migmatitos, em geral estromáticos, com ampla cataclase e recristalização, com foliação de plano axial de forte ângulo e evidências de transposição e lentes de quartzito. Nesta região há uma gigantesca sinclinal, que é o alinhamento seguido pelas camadas de terreno que formam vales curvando-se em direções opostas, a partir de rochas pré-cambrianas. Estudos afirmam também que da borda da Serra do Mar até a Serra da Mantiqueira, a terra fluminense é resultante de “uma simples plicatura na crosta terrestre”. O vale do rio Paraíba do Sul teria se formado por um sistema de falhas normais que afetaram as rochas de idade pré-cambriana, durante a era cenozoica, há menos de 50 milhões de anos. Nas falhas normais um dos blocos é rebaixado na mesma direção na qual mergulha o plano da falha. Estas fraturas, formadas por esforços tectônicos, levam a um deslocamento perceptível das partes. Tais séries de falhamentos resultam de forças de distensão, cuja tendência é a de aumentar a superfície da crosta terrestre.

- Hidrologia: O Parque está situado próximo à margem esquerda do rio Paraíba do Sul na porção média desta bacia hidrográfica.

- Pluviosidade: A precipitação média anual varia de 895,3mm a 1964,4mm

- Clima (kooppen): Cwa

- Temperatura Máxima: 23,7ºC
- Temperatura Média: 20,7ºC.
- Temperatura Mínima: 17.4°C
- Altitude: varia de 400m a 1059m

Missão do PESC:
- Assegurar a preservação dos remanescentes de Mata Atlântica ali encontrados;
- Preservar espécies raras, endêmicas e ameaçadas de extinção ou insuficientemente conhecidas da fauna e flora nativas;
- Integrar corredores ecológicos capazes de garantir a preservação da diversidade biológica regional;
- Proporcionar o desenvolvimento de iniciativas que conciliem a viabilidade econômica da região com utilização racional dos recursos naturais;
- Estimular as atividades de recreação, educação ambiental e pesquisa científica quando compatíveis com os demais objetivos do Parque;
- Assegurar a proteção dos recursos hídricos da região.
Possibilidade de Atividades:  Local excepcional para atividades de recreação e lazer, pesquisa, aprendizagem, contato e observação da natureza. Além disso, a Unidade se encontra dentro da região turisticamente conhecida como Vale do Café, que exerceu importante papel na história e economia do Brasil. Dessa forma, o local também é excelente para uma viagem de aprendizado, cultura e volta ao tempo.
A Unidade também tem trabalhado com educação ambiental, através de diversos projetos, entre eles, o “PESC nas Escolas”, cuja Unidade apresenta o Parque e realiza atividades de cunho ambiental em instituições de ensino da região; oficinas e palestras. 
Atrativos do PESC
- Mirante Serra da Concórdia. Distância aproximada da entrada do Setor Núcleo Paraíba ao Mirante: 280 metros. Tempo médio (subida): 9 minutos. Altitude mirante: 366 metros.

- Mirante Rosa dos Ventos. Distância aproximada entrada do Setor Núcleo Paraíba ao Mirante: 1,04 quilômetros. Tempo estimado: 40 minutos. Altitude mirante: 406 metros.

- Mirante Barão de Juparanã. Distância aproximada entrada do Setor Núcleo Paraíba ao Mirante: 983 metros. Tempo estimado: 28 minutos. Altitude: 406 metros.

- Mirante Rio Paraíba. Distância aproximada da entrada do setor Núcleo Paraíba ao Mirante: 2,30 quilômetros. Altitude Mirante: 380 metros.

## Contato
Site: http://www.inea.rj.gov.br/unidades/pqpesc.asp
Telefone: (24) 2471-5250
Rua Ariovaldo Salles, 42, Barão de Juparanã, Valença/RJ
CEP: 27640-000

Rodovias de acesso: De Valença, segue-se pela RJ 145 até entrada para Barão de Juparanã pela RJ 143, perfazendo 16 km. Ou, segue-se de Vassouras até Barão de Juparanã pela RJ 115, perfazendo 08 km.